# Andrej Križaj
Andrej Križaj (ur. 11 września 1986 w Jesenicach) – słoweński narciarz alpejski, olimpijczyk.

## Kariera
Zawodnik klubu SK Tržič. W międzynarodowych zawodach zadebiutował 13 grudnia 2001 roku w zawodach FIS Race w słoweńskim Mariborze, w których zajął 34. miejsce w slalomie, a 19 stycznia 2005 roku po raz pierwszy stanął na podium w zawodach tej rangi, zajmując 3. miejsce w zjeździe w Cortina d’Ampezzo.
W Pucharze Świata zadebiutował 13 stycznia 2006 roku w szwajcarskim Wengen, w którym zajął 30. miejsce w supergigancie.
Na igrzyskach olimpijskich 2010 w Vancouver zajął 37. miejsce w biegu zjazdowym, 33. miejsce w slalomie gigancie oraz nie ukończył supergiganta oraz superkombinacji.
11 marca 2010 roku zajął 3. miejsce w Pucharze Europy w supergigancie, natomiast 7 stycznia 2011 roku w tej samej konkurencji w szwajcarskim Wengen odniósł swoje jedyne zwycięstwo w zawodach tej rangi.
Ostatni występ Križaja w Pucharze Świata miał miejsce 28 stycznia 2012 roku w Garmisch-Partenkirchen, w którym zajął 48. miejsce w zjeździe, natomiast ostatni występ na arenie międzynarodowej miał miejsce 20 grudnia 2012 roku w zawodach FIS Race w rosyjskim Abzakowie, w którym zajął 5. miejsce w slalomie gigancie.

## Osiągnięcia

### Igrzyska olimpijskie
| Miejsce | Dzień     | Rok  | Miejscowość | Konkurencja     | Czas biegu | Strata | Zwycięzca          |
| ------- | --------- | ---- | ----------- | --------------- | ---------- | ------ | ------------------ |
| 37.     | 15 lutego | 2010 | Whistler    | Zjazd           | 1:57,72    | +3,41  | Didier Défago      |
| NU      | 19 lutego | 2010 | Whistler    | Supergigant     | —          | —      | Aksel Lund Svindal |
| NU      | 21 lutego | 2010 | Whistler    | Superkombinacja | —          | —      | Bode Miller        |
| 33.     | 23 lutego | 2010 | Whistler    | Slalom gigant   | 2:44,22    | +6,39  | Carlo Janka        |

### Mistrzostwa świata
| NU | 9 lutego | 2011 | Garmisch-Partenkirchen | Supergigant | — | — | Christof Innerhofer |

### Mistrzostwa świata juniorów
| 11. | 23 lutego | 2005 | Bardonecchia     | Zjazd         | 1:27,06 | +1,48 | Rok Perko            |
| NU  | 24 lutego | 2005 | Bardonecchia     | Slalom        | —       | —     | Filip Trejbal        |
| 4.  | 25 lutego | 2005 | Bardonecchia     | Supergigant   | 1:25,29 | +0,09 | Michael Gmeiner      |
| 12. | 27 lutego | 2005 | Bardonecchia     | Slalom gigant | 2:11,79 | +1,51 | Michael Gmeiner      |
| NU  | 2 marca   | 2006 | Mont-Sainte-Anne | Slalom        | —       | —     | Christopher Beckmann |
| NU  | 4 marca   | 2006 | Le Massif        | Supergigant   | —       | —     | Michael Sablatnik    |
| NU  | 5 marca   | 2006 | Mont-Sainte-Anne | Slalom        | —       | —     | Mikkel Bjørge        |
| NU  | 6 marca   | 2006 | Mont-Sainte-Anne | Slalom gigant | —       | —     | Stefan Guay          |

### Puchar Świata

#### Miejsca w klasyfikacji generalnej
| Sezon     | Miejsce           |
| --------- | ----------------- |
| 2005/2006 | 147.              |
| 2006/2007 | niesklasyfikowany |
| 2007/2008 | niesklasyfikowany |
| 2008/2009 | niesklasyfikowany |
| 2009/2010 | 109.              |
| 2010/2011 | 158.              |
| 2011/2012 | niesklasyfikowany |

#### Miejsca w czołowej "30" w zawodach
1. Wengen  – 13 stycznia 2006 (superkombinacja) – 30. miejsce
2. Beaver Creek  – 4 grudnia 2009 (superkombinacja) – 28. miejsce
3. Val d’Isère – 12 grudnia 2009 (supergigant) – 27. miejsce
4. Val Gardena – 18 grudnia 2009 (supergigant) – 19. miejsce
5. Bormio – 29 grudnia 2009 (zjazd) – 23. miejsce
6. Beaver Creek – 4 grudnia 2010 (supergigant) – 26. miejsce

### Puchar Europy

#### Miejsca w klasyfikacji generalnej
| Sezon     | Miejsce           |
| --------- | ----------------- |
| 2003/2004 | niesklasyfikowany |
| 2004/2005 | niesklasyfikowany |
| 2005/2006 | niesklasyfikowany |
| 2006/2007 | 162.              |
| 2007/2008 | 40.               |
| 2008/2009 | 78.               |
| 2009/2010 | 109.              |
| 2010/2011 | 69.               |
| 2011/2012 | 177.              |

#### Zwycięstwa w zawodach
1. Wengen – 7 stycznia 2011 (supergigant)

#### Pozostałe miejsca na podium w zawodach
1. Tarvisio – 11 marca 2010 (supergigant) – 3. miejsce

### Puchar Ameryki Południowej

#### Miejsca w klasyfikacji generalnej
| Sezon | Miejsce |
| ----- | ------- |
| 2007  | 17.     |
| 2009  | 38.     |
| 2011  | 59.     |

#### Miejsca w czołowej "10" w zawodach
1. Termas de Chillán – 6 września 2007 (slalom gigant) – 7. miejsce
2. Termas de Chillán – 11 września 2007 (zjazd) – 5. miejsce
3. Termas de Chillán – 11 września 2007 (zjazd) – 10. miejsce
4. Termas de Chillán – 12 września 2007 (supergigant) – 10. miejsce
5. Termas de Chillán – 12 września 2007 (supergigant) – 10. miejsce
6. La Parva – 11 września 2009 (supergigant) – 10. miejsce
7. La Parva – 8 września 2011 (supergigant) – 10. miejsce

### FIS Race

#### Miejsca na podium w zawodach
1. Cortina d’Ampezzo – 19 stycznia 2005 (zjazd) – 3. miejsce
2. Rjukan – 3 grudnia 2005 (slalom) – 3. miejsce
3. Ribniška koča – 21 lutego 2007 (slalom) – 2. miejsce
4. Škofja Loka – 14 marca 2009 (slalom gigant) – 3. miejsce
5. Petzen – 14 marca 2012 (slalom gigant) – 3. miejsce